# Bjurtjärnen (Hortlax socken, Norrbotten)
Bjurtjärnen är en sjö i Piteå kommun i Norrbotten och ingår i Jävreåns huvudavrinningsområde.